# گیل مک کورمیک
گیل مک کورمیک (زاده ۲۶ نوامبر ۱۹۴۸ – درگذشته ۱ مارس ۲۰۱۶) یک خواننده آمریکایی بود که بیشتر برای همکاری با گروه راک اسمیت شناخته می‌شود. حرفه ضبط و اجرای او از سال ۱۹۶۵ تا ۱۹۷۶ ادامه داشت.
او به نام گیل آنت از ریچارد و اتل مک کورمیک به دنیا آمد که یک پسر بزرگتر به نام مایکل (متولد ۱۹۴۵) داشتند. گیل در مریلند هایتس، میسوری تحصیل کرد و با گروه کر حومه شهر، یک واحد ۱۵۰ صدایی که سالانه با سمفونی سنت لوئیس اجرا می‌کرد، همکاری داشت. او تحت تأثیر آرتا فرانکلین، گلدیس نایت و تینا ترنر قرار داشت.